# Березоволукский сельский совет
Березоволукский сельский совет (укр. Березоволуцька сільська рада) — входит в состав
Гадячского района
Полтавской области
Украины.
Административный центр сельского совета находится в 
с. Березовая Лука.

## История
- 1919 — дата образования.

## Населённые пункты совета
- с. Березовая Лука
- с. Лихополье
- с. Мелешки